# لونغ جون سيلفرز
لونغ جون سيلفرز هي سلسلة مطاعم وجبات سريعة متخصصة في المأكولات البحرية.اسم العلامة التجارية مشتق من رواية جزيرة الكنز للكاتب روبرت لويس ستيفنسون والتي يعتبر القرصان لونغ جون سيلفر أحد الشخصيات الرئيسية في الرواية.